# Merrily We Roll Along (film)
Pour les articles homonymes, voir Merrily We Roll Along.
Pour plus de détails, voir Fiche technique et Distribution.
Merrily We Roll Along est un film musical américain réalisé par Richard Linklater. Il s'agit de l'adaptation cinématographique de la comédie musicale du même nom de Stephen Sondheim et George Furth, elle-même adaptée d'une pièce de théâtre de Moss Hart et George S. Kaufman.
L'intrigue s'étend sur 20 ans, de 1957 à 1976, mais est racontée dans l'ordre chronologique inverse. Similairement à Boyhood, un autre film de Linklater tourné sur une période de 12 ans, ce film doit être tourné sur une période de vingt ans et devrait ainsi sortir dans les années 2040.

## Synopsis
Franklin Shepard, talentueux compositeur à Broadway, abandonne ses amis et sa carrière pour devenir producteur de cinéma à Hollywood. Le récit est raconté dans le sens chronologique inverse, commençant au sommet du succès de Frank jusqu'à remonter vers ses ambitions de jeunesse,.

## Fiche technique
- Titre original : Merrily We Roll Along
- Réalisation : Richard Linklater
- Scénario : Richard Linklater, d'après la comédie musicale du même nom de Stephen Sondheim et George Furth, elle-même adaptée d'une pièce de théâtre de Moss Hart et George S. Kaufman
- Décors : Bruce Curtis
- Musique : Stephen Sondheim
- Producteurs : Jason Blum, Ginger Sledge, Richard Linklater et Jonathan Marc Sherman
- Sociétés de production : Blumhouse Productions et Detour Filmproduction
- Pays d'origine :  États-Unis
- Langue originale : anglais
- Format : couleur
- Genre : drame musical, récit initiatique
- Date de sortie[4] : années 2040 Date sujette à modification

## Distribution
Sauf indication contraire, les informations mentionnées dans cette section peuvent être confirmées par la base de données cinématographiques IMDb,  présente dans la section « Liens externes ».
- Paul Mescal : Franklin Shepard
- Beanie Feldstein : Mary Flynn
- Ben Platt : Charley Kringas
- Mallory Bechtel : Beth Spencer
- Hannah Cruz : Gussie Carnegie
- Boo Arnold : Mr Spencer
- Leah Loftin : Mrs Spencer
- Tristan Tierney : Tyler
- Werner Richmond : le ministre
- Ray L. Perez : le patron du snack-bar
- Kate Heron : la première candidate auditionnée
- Tiana Stuart : la deuxième candidate auditionnée
- Zora Ambrose Ellis : la collègue de Mary
- Jon Reneé : le pianiste
- Lin-Manuel Miranda : ?

## Production
Le 29 août 2019, il est annoncé que la société Blumhouse Productions a acquis les droits d'adaptation de la comédie musicale Merrily We Roll Along. Richard Linklater est annoncé comme réalisateur. Il produit également le film avec Ginger Sledge, Jason Blum et Jonathan Marc Sherman. Ben Platt, Beanie Feldstein et Blake Jenner ont été choisis pour jouer dans le film.
La production du film a été annoncée en août 2019 peu après le tournage de la première séquence. Le tournage se déroulera tous les deux ans pour refléter l'âge des personnages de plus de 20 ans, de la même manière que Boyhood (également écrit et réalisé par Linklater) a été tourné sur 12 ans. Le scénario écrit par Linklater est basé sur la dernière version du livre musical de Stephen Sondheim.
En janvier 2023, il est révélé que Jenner est remplacé par Paul Mescal. Bien qu'ayant déjà tourné une première séquence en 2019, Jenner a quitté le projet peu après en raison des accusations de violences conjugales témoignées par son ex-femme, Melissa Benoist.
L'actrice Mallory Bechtel rejoint le casting en février 2024. Un an plus tard, Hannah Cruz est également annoncée au casting dans le rôle de Gussie, la seconde femme de Frank. Lin-Manuel Miranda, acteur et compositeur habitué au répertoire de Sondheim, rejoint la distribution en juillet 2025 dans un rôle inconnu.